# Marina Lewycka

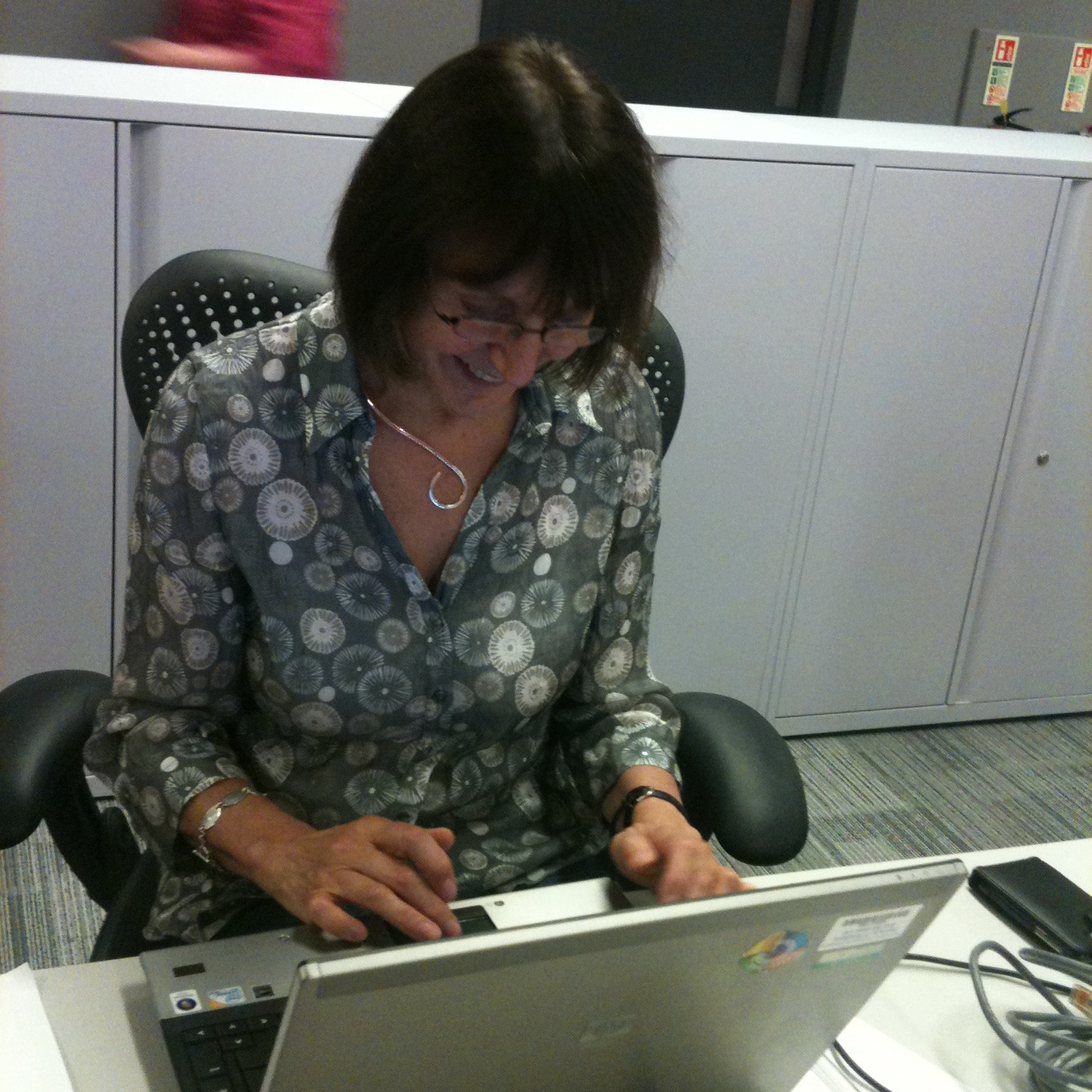
Marina Lewycka

Marina Lewycka (* 1946 in Kiel) ist eine britische Schriftstellerin ukrainischer Abstammung.
Lewycka kam nach dem Zweiten Weltkrieg in einem Flüchtlingslager in Kiel zur Welt. Ihr Vater Petro Lewyckyj (1912–2008) war Ingenieur. Später übersiedelte die Familie nach Großbritannien. Marina Lewycka studierte an der Keele University. Sie lebt in Sheffield und arbeitet als Dozentin für Medienwissenschaften an der Sheffield Hallam University.
Ihr literarisches Debüt gab sie 2005 im Alter von fast 60 Jahren mit dem Roman A Short History of Tractors in Ukrainian (deutsch Kurze Geschichte des Traktors auf Ukrainisch). Das Buch entwickelte sich zu einem internationalen Bestseller und wurde inzwischen in 33 Sprachen übersetzt. Beim Hay-Literaturfestival wurde sie dafür 2005 mit dem Bollinger Everyman Wodehouse Prize ausgezeichnet. Im gleichen Jahr war sie für den Orange Prize for Fiction nominiert. Ihr zweiter Roman Two Caravans erschien im Februar 2007 (deutsch Caravan). Ihr dritter Roman We Are All Made of Glue erschien 2009 bei Fig Tree/Penguin in London. Die deutsche Erstausgabe kam im April 2010 im Deutschen Taschenbuch Verlag in München unter dem Titel Das Leben kleben heraus.

## Werke
- Kurze Geschichte des Traktors auf Ukrainisch (Originaltitel: A Short History of Tractors in Ukrainian, übersetzt von Elfi Hartenstein), Roman. dtv 24557 Premium, München 2006, ISBN 978-3-423-24557-9; als Hörspiel: von Claudia Kattanek. Mit Elisabeth Trissenaar, Lena Stolze, Traugott Buhre; Regie: Oliver Sturm, vom MDR Leipzig (1 CD, 60 Minuten), Hörverlag, München 2007, ISBN 978-3-86717-077-2; als Hörbuch: eine gekürzte Lesung von Iris Berben, 4 CDs (315 Minuten), Random House, Köln 2011, ISBN 978-3-8371-0875-0 (= Brigitte – starke Stimmen).
- Caravan (Originaltitel: Two Caravans übersetzt von Sophie Zeitz). dtv 24621 Premium, München 2007, ISBN 978-3-423-24621-7: gekürzte Lesung mit Musik von Anna Thalbach, Stefan Kaminski, Carin C. Tietze, Regie: Martin Heindel und Marie-Luise Goerke (4 CDs, 280 Minuten), Hörverlag, München 2007, ISBN 978-3-86717-163-2.
- Das Leben kleben (Originaltitel: We Are All Made of Glue übersetzt von Sophie Zeitz). dtv 24780, München 2010, ISBN 978-3-423-24780-1; als gekürzte Lesung von Katharina Thalbach (4 CDs), Hörverlag, München 2010, ISBN 978-3-86717-521-0.
- Die Werte der modernen Welt unter Berücksichtigung diverser Kleintiere (Originaltitel: Various Pets, Alive and Dead, übersetzt von Sophie Zeitz). dtv 28006, München 2013, ISBN 978-3-423-28006-8.
- Lubetkins Erbe oder Von einem, der nicht auszog (Originaltitel: The Lubetkin legacy, übersetzt von Sophie Zeitz-Ventura). dtv, München 2017, ISBN 978-3-423-26160-9.